# Beverly Matherne
Beverly Matherne, née le 15 mars 1946 en Acadiane (Louisiane), est une poétesse américaine.

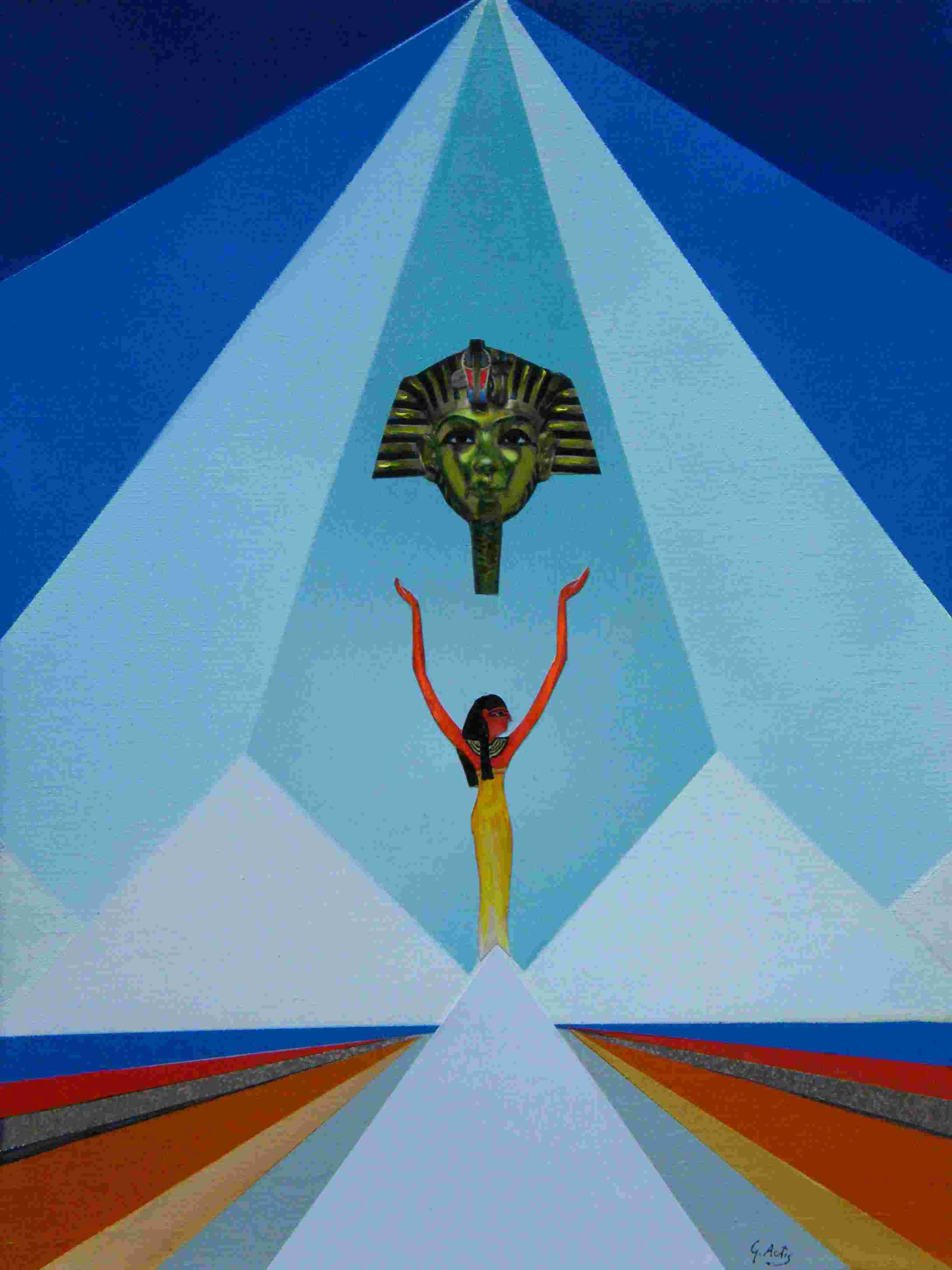
Hommage à Le blues braillant, tableau de Gianpiero Actis, membre fondateur dIMMAGINE&POESIA

## Biographie
Née en Acadiane, au bord du Mississippi, près de La Nouvelle-Orléans, elle étudie la littérature française à l'université de Californie à Berkeley. Ardente défenseuse du français en Louisiane, elle est membre du CIEF (Conseil international d'études francophones), ses poèmes ont bénéficié de nombreuses publications, et ses recueils de poésies sont bilingues, en français et en anglais.
Beverly Matherne est membre du mouvement artistique littéraire IMMAGINE&POESIA, fondé à Turin, Italie en 2007, sous la présidence de feu Aeronwy Thomas, fille du poète anglais Dylan Thomas.
Elle a reçu divers prix littéraires et est professeur à l'université de Northern Michigan. Elle réside actuellement à Marquette.

## Œuvre
- Images cadiennes (Cajun Images), 1994
- Je me souviens de la Louisiane (I Remember Louisiana), 1994
- La Grande Pointe (Grand Point), 1995
- Le blues braillant (The Blues Cryin'), 1999
- Lamothe-Cadillac : sa jeunesse en France (Lamothe-Cadillac: His Early Days in France), 2009
- Bayou Des Acadiens (Blind River), ~2016

## Citation
...Tu sais, ça me fait perdre le chemin,
le blues me prend
et me garroche haut, à travers les étoiles,
jusqu’aux planètes.